# Claude Léger
Pour les articles homonymes, voir Léger.
Claude Léger, né le 9 septembre 1920 à Saint-Jean au Nouveau-Brunswick et mort le 4 septembre 2014, est un avocat, notaire et homme politique canadien.

## Biographie
Claude Léger est né le 9 septembre 1920 à Saint-Jean, au Nouveau-Brunswick. Son père est Edmond Léger et sa mère est L.B.M. Johnson. Il fait son éducation primaire et secondaire à Moncton, avant de fréquenter l'Université Saint-Thomas de Charlottetown et l'Université du Nouveau-Brunswick.
Il est député de la cité de Moncton à l'Assemblée législative du Nouveau-Brunswick de 1948 à 1952 en tant que libéral.
Il est membre de la Chambre de commerce de Moncton, de la Société nationale de l'Acadie, du Club acadien, du Club Beauséjour et de la Children's Aid Society.